# Orithales serraticornis
Orithales serraticornis is een keversoort uit de familie kniptorren (Elateridae). De wetenschappelijke naam van de soort is voor het eerst geldig gepubliceerd in 1800 door Paykull.